# Franskmænd
Franskmænd eller franske folk (fransk: Français) er en etnisk gruppe og en nation som identificeres med landet Frankrig. Denne forbindelse kan være juridisk, historisk eller kulturel.
Franske folk er oftest efterkommere af latinsk og keltisk oprindelse (romere, occitanere og keltere), og folk af germansk oprindelse (frankere, som i dag udgør en genetisk minoritet hos moderne franskmænd). Frankrig har længe været et kludetæppe af lokale skikke og regionale forskelle, og hvor de fleste franske folk taler fransk som modersmål, så tales der i nogle regioner fortsat normannisk, occitansk, catalansk, auvergnat, korsikansk, baskisk, flamsk, lorraine franconian og bretonsk.
Det moderne franske samfund kan betragtes som en smeltedigel. Fra midten af 1800-tallet oplevede Frankrig en stor immigration, og styret definerede landet som en inklusiv nation med universelle værdier, det gik ind for assimilation, således at det forventedes at immigranter tillagde sig franske værdier og skikke. I det moderne Frankrig kan immigranter beholde egen kultur, og der arbejdes i stedet for med integration. Franske statsborgere og fransk lovgivning ligestiller nationalitet med statsborgerskab.
Franske folk og efterkommere af franske folk findes i Frankrigs oversøiske områder såsom Fransk Vestindien (Fransk Caribien), og i andre lande med betydelige fransktalende befolkningsgrupper såsom Schweiz (fransk schweizisk), USA (fransk-amerikanere), Canada (fransk-canadiere), Argentina (fransk-argentinere), Brasilien (fransk-brasilianere) eller Uruguay (fransk-uruguayere) og nogle af dem har en fransk kulturel identitet.